# Portland (Connecticut)
Portland – miasto w Stanach Zjednoczonych, w stanie Connecticut, w hrabstwie Middlesex.